# Павлодарівка
Павлода́рівка — село в Україні, у Братській селищній громаді Вознесенського району Миколаївської області. Населення становить 36 осіб. До 2020 року орган місцевого самоврядування — Миколаївська сільська рада.

## Населення
Згідно з переписом УРСР 1989 року чисельність наявного населення села становила 69 осіб, з яких 27 чоловіків та 42 жінки.
За переписом населення України 2001 року в селі мешкало 36 осіб.

### Мова
Розподіл населення за рідною мовою за даними перепису 2001 року:
| Мова       | Чисельність | Відсоток |
| ---------- | ----------- | -------- |
| українська | 29          | 80,56%   |
| російська  | 5           | 13,88%   |
| румунська  | 1           | 2,78%    |
| гагаузька  | 1           | 2,78%    |
| Усього     | 36          | 100%     |